# Балч Волтс
Балч Волтс (англ. Butch Walts; нар. 4 червня 1955) — колишній американський тенісист.
Найвищу одиночну позицію світового рейтингу — 32 місце досяг 23 квітня 1979, парну — 23 місце — 18 червня 1984 року.
Здобув 4 одиночні та 15 парних титулів.
Найвищим досягненням на турнірах Великого шолома були чвертьфінали в одиночному та парному розрядах.
Завершив кар'єру 1984 року.

## Фінали за кар'єру

### Одиночний розряд (4–1)
| Результат | W-L | Рік  | Турнір             | Покриття | Суперник       | Рахунок       |
| --------- | --- | ---- | ------------------ | -------- | -------------- | ------------- |
| Перемога  | 1–0 | 1976 | Бока-Ратон, США    | Тверде   | Кліфф Річі     | 3–6, 6–4, 6–4 |
| Перемога  | 2–0 | 1977 | Сан-Франциско, США | Килим    | Браян Готтфрід | 4–6, 6–3, 7–5 |
| Перемога  | 3–0 | 1979 | Дейтон, США        | Килим    | Марті Ріссен   | 6–3, 6–4      |
| Перемога  | 4–0 | 1979 | Болонья, Італія    | Килим    | Джанні Оклеппо | 6–3, 6–2      |
| Поразка   | 4–1 | 1983 | Феррара, Італія    | Килим    | Томас Геґстедт | 4–6, 4–6      |

### Парний розряд (15–8)
| Результат | W-L  | Рік  | Турнір                                | Покриття   | Партнер         | Суперники                             | Рахунок                   |
| --------- | ---- | ---- | ------------------------------------- | ---------- | --------------- | ------------------------------------- | ------------------------- |
| Поразка   | 0–1  | 1976 | Бока-Ратон, США                       | Тверде     | Брюс Менсон     | Вітас Ґерулайтіс Кларк Гребнер        | 2–6, 4–6                  |
| Перемога  | 1–1  | 1976 | Гонконг                               | Тверде     | Генк Пфістер    | Ананд Амрітрадж Іліє Настасе          | 6–4, 6–2                  |
| Перемога  | 2–1  | 1977 | Дейтон, США                           | Килим      | Генк Пфістер    | Джефф Боров'як Ендрю Паттісон         | 6–4, 7–6                  |
| Поразка   | 2–2  | 1978 | Дейтон, США                           | Килим      | Генк Пфістер    | Браян Готтфрід Джефф Мастерз          | 3–6, 4–6                  |
| Перемога  | 3–2  | 1978 | Атланта, США                          | Тверде     | Джон Александер | Майк Кейгілл Марсельйо Лара           | 3–6, 6–4, 7–6             |
| Перемога  | 4–2  | 1978 | Тайбей, Тайвань                       | Килим      | Шервуд Стюарт   | Марк Едмондсон Джон Маркс             | 6–2, 6–7, 7–6             |
| Поразка   | 4–3  | 1980 | Франкфурт-на-Майні, Західна Німеччина | Килим      | Ендрю Паттісон  | Віджай Амрітрадж Стен Сміт            | 7–6, 2–6, 2–6             |
| Поразка   | 4–4  | 1980 | Мілан, Італія                         | Килим      | Ендрю Паттісон  | Пітер Флемінг Джон Макінрой           | 2–6, 7–6, 2–6             |
| Перемога  | 5–4  | 1980 | Лос-Анджелес, США                     | Тверде     | Браян Тічер     | Ананд Амрітрадж Джон Остін (тенісист) | 6–2, 6–4                  |
| Поразка   | 5–5  | 1980 | Сербітон, Велика Британія             | Трава      | Ендрю Паттісон  | Марк Едмондсон Кім Ворвік             | 6–7, 7–6, 7–6, 6–7, 13–15 |
| Перемога  | 6–5  | 1980 | Ньюпорт, США                          | Трава      | Ендрю Паттісон  | Фріц Бунінг Пітер Реннерт             | 7–6, 6–4                  |
| Перемога  | 7–5  | 1980 | Атланта, США                          | Тверде     | Том Галліксон   | Ананд Амрітрадж Джон Остін            | 6–7, 7–6, 7–5             |
| Перемога  | 8–5  | 1980 | Болонья, Італія                       | Килим      | Балаж Тароці    | Стів Дентон Пол Макнамі               | 2–6, 6–3, 6–0             |
| Перемога  | 9–5  | 1981 | Денвер, США                           | Килим      | Ендрю Паттісон  | Мел Перселл Дік Стоктон (тенісист)    | 6–3, 6–4                  |
| Перемога  | 10–5 | 1981 | Тампа, США                            | Тверде     | Бернард Міттон  | Девід Картер (тенісист) Пол Кронк     | 6–3, 3–6, 6–1             |
| Перемога  | 11–5 | 1981 | Франкфурт-на-Майні, Західна Німеччина | Килим      | Браян Тічер     | Вітас Герулайтіс Джон Макінрой        | 7–5, 6–7, 7–5             |
| Перемога  | 12–5 | 1981 | Лос-Анджелес, США                     | Тверде     | Том Галліксон   | Джон Макінрой Ферді Тейган            | 6–4, 6–4                  |
| Перемога  | 13–5 | 1983 | Феррара, Італія                       | Килим      | Бернард Міттон  | Станіслав Бірнер Стефан Сімонссон     | 7–6, 0–6, 6–3             |
| Поразка   | 13–6 | 1983 | Тулуза, Франція                       | Тверде (i) | Бернард Міттон  | Гайнц Ґюнтгардт Павел Сложил          | 7–5, 5–7, 4–6             |
| Перемога  | 14–6 | 1984 | Indian Wells Open, США                | Тверде     | Бернард Міттон  | Скотт Девіс Ферді Тейган              | 5–7, 6–3, 6–2             |
| Поразка   | 14–7 | 1984 | Флоренція, Італія                     | Ґрунт      | Бернард Міттон  | Марк Діксон Чіп Гупер                 | 6–7, 6–4, 5–7             |
| Поразка   | 14–8 | 1984 | Лондон/Queen's Club, Велика Британія  | Трава      | Бернард Міттон  | Пет Кеш Пол Макнамі                   | 4–6, 3–6                  |
| Перемога  | 15–8 | 1984 | Гонолулу, США                         | Тверде     | Гері Доннеллі   | Марк Діксон Майк Ліч                  | 7–6, 6–4                  |